# Fijian Latui
Fijian Latui es un equipo profesional de rugby de Fiyi que participan en el Global Rapid Rugby el torneo de la región Asia-Pacífico.
El nombre Latui hace referencia al Gavilán de Fiyi.

## Historia
Fue fundada en 2019 con la finalidad de participar en la competencia de rugby de la región Asia-Pacífico y de paso formar mejores jugadores para el seleccionado de Fiyi.
En el año 2019, obtuvo el segundo puesto por debajo del equipo australiano Western Force.
En la temporada 2020, la primera en formato liga de la competición, en el primer partido fue derrotado por el elenco de China Lions por un marcador de 22 a 29 en Suva, luego de este partido el campeonato fue cancelado debido a la Pandemia de COVID-19 y la imposibilidad de realizar viajes internacionales.

## Palmarés
- Global Rapid Rugby: Subcampeón 2019